# Cantone di Tessy-sur-Vire
Il Cantone di Tessy-sur-Vire era una divisione amministrativa dell'arrondissement di Saint-Lô.
È stato soppresso a seguito della riforma complessiva dei cantoni del 2014, che è entrata in vigore con le elezioni dipartimentali del 2015.
Comprendeva i comuni di:
- Beaucoudray
- Beuvrigny
- Chevry
- Domjean
- Fervaches
- Fourneaux
- Gouvets
- Le Mesnil-Opac
- Le Mesnil-Raoult
- Moyon
- Saint-Louet-sur-Vire
- Saint-Vigor-des-Monts
- Tessy-sur-Vire
- Troisgots